# Chết não
Chết não là sự mất mát hoàn toàn chức năng não (bao gồm hoạt động không tự nguyện cần thiết để duy trì cuộc sống) Nó khác với trạng thái sinh dưỡng ổn định, trong đó người đó còn sống và một số chức năng tự trị vẫn còn.
Chết não được sử dụng như là một chỉ tiêu về cái chết hợp pháp ở nhiều vùng, nhưng nó được định nghĩa không nhất quán. Các bộ phận khác nhau của não có thể tiếp tục sống khi những bộ phận khác chết, và thuật ngữ "Chết não" được sử dụng để chỉ các kết hợp khác nhau. Ví dụ, mặc dù một từ điển y học chính nói rằng "chết não" đồng nghĩa với "cái chết của tiểu não", hệ thống MeSH của Thư viện Y khoa Quốc gia Hoa Kỳ định nghĩa cái chết của não bao gồm cả cuống não. Sự phân biệt có thể rất quan trọng bởi vì ví dụ ở người có tiểu não chết nhưng có một cuống não sống, nhịp tim và nhịp thở vẫn tiếp tục hoạt động không cần sự giúp đỡ, trong khi đó cái chết toàn bộ não (bao gồm cả cái chết của cuống não) chỉ có các thiết bị hỗ trợ sự sống giúp cho các chức năng này tiếp tục hoạt động.
Bệnh nhân được phân loại là người chết não có thể bị lấy nội tạng của họ để hiến tặng nội tạng.

## Lịch sử pháp lý
Theo truyền thống, cả cộng đồng luật pháp và y khoa đều xác định cái chết thông qua việc kết thúc vĩnh viễn các chức năng cơ thể nhất định trong cái chết lâm sàng, đặc biệt là hô hấp và nhịp tim. Với sự gia tăng khả năng của cộng đồng y khoa để hồi sức cho những người không còn hô hấp, nhịp tim, hoặc các dấu hiệu bên ngoài của cuộc sống, nhu cầu về một định nghĩa khác của cái chết đã xảy ra, gây ra những câu hỏi về cái chết hợp pháp. Điều này đã trở nên cấp bách hơn với việc sử dụng rộng rãi các thiết bị hỗ trợ sự sống, cũng như tăng khả năng và nhu cầu cấy ghép các bộ phận.
Từ những năm 1960, luật về xác định cái chết đã được thực hiện ở tất cả các quốc gia với các chương trình ghép nội tạng hoạt động. Nước đầu tiên ở châu Âu chấp nhận cái chết của não như là một định nghĩa pháp lý (hoặc chỉ tiêu) về cái chết là Phần Lan, năm 1971. Tại Hoa Kỳ, Kansas đã ban hành luật tương tự trước đó.
Một ủy ban đặc biệt tại Trường Y khoa Harvard đã công bố báo cáo quan trọng năm 1968 để xác định tình trạng hôn mê không thể đảo ngược. Các tiêu chí Harvard dần dần đạt được sự đồng thuận đối với cái mà bây giờ được gọi là chết não. Sau vụ Karen Ann Quinlan năm 1976, các cơ quan lập pháp bang ở Hoa Kỳ đã chấp nhận cái chết của não như một dấu hiệu chấp nhận được của cái chết. Năm 1981, một ủy ban của Tổng thống đã ban hành một báo cáo mang tính bước ngoặt - Định nghĩa Tử vong: Y khoa, Pháp lý và Các vấn đề đạo đức trong Xác định Tử vong - từ chối phương pháp tiếp cận "não cao hơn" cho cái chết để ủng hộ định nghĩa "toàn bộ não". Báo cáo này là cơ sở cho Đạo luật Xác định thống nhất về Tử vong, đã được ban hành ở 39 tiểu bang của Hoa Kỳ Đạo luật Xác định thống nhất về Tử vong ở Hoa Kỳ nhằm để chuẩn hóa các tiêu chí. Ngày nay, cả cộng đồng pháp luật và y khoa ở Mỹ đều sử dụng "chết não" như là một định nghĩa pháp lý về cái chết, cho phép một người được tuyên bố là đã chết hợp pháp ngay cả khi thiết bị hỗ trợ sự sống vẫn giữ các quá trình trao đổi chất của cơ thể hoạt động.
Tại Vương quốc Anh, Trường Cao đẳng Y sĩ Hoàng gia báo cáo vào năm 1995, từ bỏ khẳng định năm 1979 rằng, các thử nghiệm được công bố năm 1976 đủ để chẩn đoán chết não và gợi ý một định nghĩa mới về cái chết chỉ dựa trên sự mất mát của chức năng cuống não không hồi phục lại được. Định nghĩa mới này, việc mất khả năng nhận thức và thở tự nhiên không thể đảo ngược, và các xét nghiệm cơ bản từ năm 1976 không thay đổi được dùng để thiết lập tình trạng đó, đã được chấp nhận như là một cơ sở để chứng nhận tử vong cho các mục đích cấy ghép nội tạng trong các Quy tắc Thực hành tiếp theo. Hiệp hội Chăm sóc Chuyên sâu Úc và New Zealand (ANZICS) tuyên bố rằng "xác định cái chết của não đòi hỏi phải có tình trạng hôn mê không đáp ứng, sự vắng mặt của phản xạ cuống não và sự thiếu vắng chức năng trung tâm hô hấp, trong bối cảnh lâm sàng mà các phát hiện này không hồi phục được. Đặc biệt là phải có các bằng chứng về lâm sàng hoặc hình ảnh thần kinh rõ ràng về bệnh lý học cấp tính não (ví dụ chấn thương sọ não, xuất huyết nội sọ, bệnh não do thiếu oxy) phù hợp với sự mất mát chức năng thần kinh không hồi phục được.

## Tiêu chuẩn y tế
Điều rất quan trọng đối với các thành viên trong gia đình và các chuyên gia chăm sóc sức khoẻ cần lưu ý đến các cử động tự nhiên còn được gọi là dấu hiệu Lazarus hoặc phản xạ Lazarus có thể xảy ra ở người chết não, có bộ phận được hỗ trợ hoạt động bởi sự trợ giúp cuộc sống. Các tế bào sống có thể gây ra những chuyển động này không phải là các tế bào sống từ não hoặc cuống não, các tế bào này đến từ tủy sống. Đôi khi các cử động cơ thể có thể gây ra hy vọng sai lầm cho các thành viên trong gia đình.
Một cá thể chết não không có bằng chứng lâm sàng về chức năng não khi khám sức khoẻ. Điều này không bao gồm phản ứng đau và không phản xạ dây thần kinh sọ. Phản xạ bao gồm phản ứng của con ngươi, phản xạ mắt, phản chiếu giác mạc, không phản ứng lại với kiểm tra phản xạ nhiệt và không có phản ứng hệ hô hấp tự phát.
Điều quan trọng là phải phân biệt giữa chết não và các trạng thái có thể khó phân biệt được với cái chết của não, như uống thuốc barbiturate quá liều (ảnh hưởng tới hệ thần kinh trung ương), ngộ độc rượu, dùng thuốc an thần, hạ thân nhiệt, hạ đường huyết, hôn mê và trạng thái mất ý thức mãn tính. Một số bệnh nhân hôn mê có thể phục hồi chức năng trước hôn mê hoặc ở gần mức độ trước khi hôn mê, và một số bệnh nhân có rối loạn nghiêm trọng chức năng thần kinh không hồi phục sẽ giữ lại một số chức năng não thấp hơn, chẳng hạn như hô hấp tự nhiên, mặc dù tổn thương cả chức năng vỏ não và cuống não. Đó là trường hợp của anencephaly (mất phần lớn não trong thời kỳ phát triển bào thai.
Lưu ý rằng hoạt động điện não có thể dừng hoàn toàn, hoặc giảm xuống mức thấp như vậy là không thể phát hiện được với hầu hết các thiết bị. Do đó, EEG sẽ phẳng, mặc dù đôi khi điều này cũng được quan sát thấy khi gây mê sâu hoặc ngừng tim. Mặc dù ở Hoa Kỳ một thử nghiệm EEG phẳng không bắt buộc phải xác nhận cái chết, nhưng nó được coi là có giá trị xác nhận. Ở Anh, nó không được coi là có giá trị bởi vì bất cứ hoạt động liên tục nào nó có thể tiết lộ ở các phần của bộ não trên cuống não được coi là không liên quan đến chẩn đoán tử vong theo tiêu chuẩn của Bộ luật Thực hành.
Chẩn đoán chết não cần phải nghiêm khắc, để chắc chắn rằng tình trạng này không thể đảo ngược được. Các tiêu chuẩn pháp lý khác nhau, nhưng nói chung, họ cần khám tình trạng thần kinh bởi hai bác sĩ độc lập. Các cuộc khám xét phải thể hiện sự vắng mặt đầy đủ và không thể đảo ngược của chức năng não (chức năng của cuống não ở Anh), và có thể bao gồm hai EEG đẳng tuyến điện cách nhau 24 giờ (ít hơn ở các nước khác khi chấp nhận rằng nếu nguyên nhân rối loạn chức năng là một chấn thương thể chất rõ ràng không cần phải chờ đợi lâu để chứng minh là không thể đảo ngược). Bệnh nhân nên có một nhiệt độ bình thường và không có dùng các thuốc có thể ngăn chặn hoạt động của não nếu chẩn đoán được thực hiện theo tiêu chí EEG.

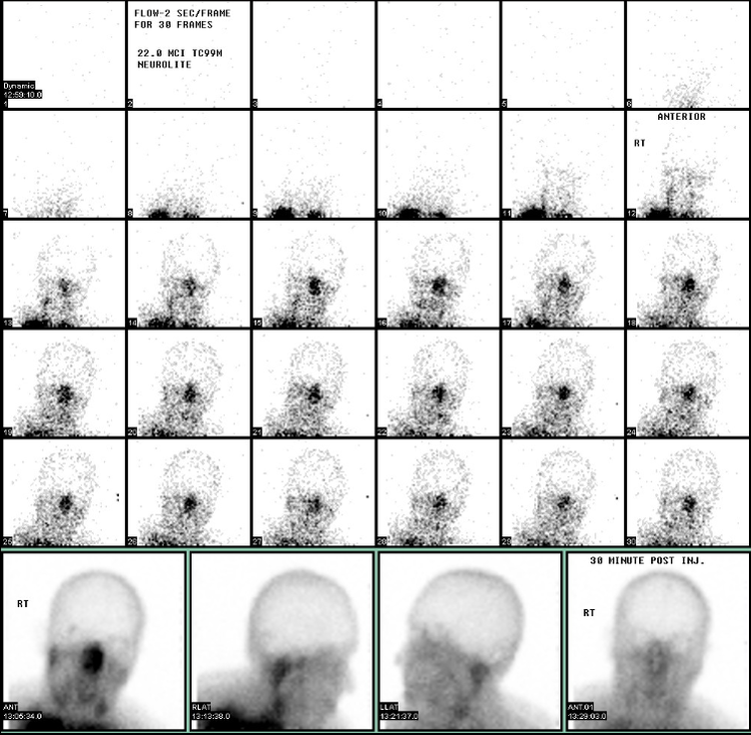
Chụp quang tuyến tụy: Không có dòng máu trong sọ và dấu hiệu "mũi nóng".

Ngoài ra, việc chụp quang tuyến tụy cho thấy sự vắng mặt hoàn toàn của dòng máu trong não phải được xem xét cùng với các xét nghiệm khác - sưng tấy tạm thời của não, đặc biệt là trong vòng 72 giờ đầu tiên, có thể dẫn đến kết quả dương tính giả với bệnh nhân có thể hồi phục cần nhiều thời gian hơn. Chụp mạch não CT không cần thiết cũng không phải là xét nghiệm đủ để chẩn đoán.

## Hiến nội tạng
Trong khi chẩn đoán tử vong não đã được chấp nhận làm cơ sở cho việc xác nhận tử vong vì các mục đích pháp lý, cần phải hiểu rõ ràng rằng nó là một trạng thái rất khác từ cái chết sinh học - trạng thái được công nhận rộng rãi và được hiểu là cái chết. Chức năng tiếp tục của các cơ quan quan trọng trong cơ thể của những người được chẩn đoán chết não, nếu thông khí cơ học và các biện pháp hỗ trợ cuộc sống khác được tiếp tục, cung cấp cơ hội tối ưu cho việc cấy ghép của họ.
Khi thông khí cơ học được sử dụng để hỗ trợ cơ thể của một người hiến tạng chết não để chờ ghép tạng vào người nhận nội tạng, ngày tử vong của người hiến tặng được liệt kê là ngày chết của não được chẩn đoán.
Ở một số nước (ví dụ như Tây Ban Nha, Phần Lan, Ba Lan, xứ Wales, Bồ Đào Nha và Pháp), tất cả mọi người tự động là người hiến tạng sau khi chẩn đoán tử vong theo các tiêu chuẩn được chấp nhận hợp pháp, mặc dù một số khu vực pháp lý (như Singapore, Tây Ban Nha, Pháp, Séc và Bồ Đào Nha) cho phép lựa chọn không tham gia vào hệ thống này. Ở những nơi khác, có thể yêu cầu sự đồng ý của các thành viên trong gia đình hoặc người thân trong việc hiến nội tạng. Tại New Zealand, Úc, Anh Quốc (trừ xứ Wales) và hầu hết các tiểu bang ở Hoa Kỳ, người lái xe được yêu cầu nộp đơn nếu muốn đăng ký làm người hiến tạng.
Tại Hoa Kỳ, nếu bệnh nhân gần hoặc chết, bệnh viện phải thông báo cho một tổ chức cấy ghép những chi tiết của người bệnh và duy trì bệnh nhân trong khi bệnh nhân đang được đánh giá là phù hợp với tư cách nhà hiến tặng. Bệnh nhân được giữ trong bộ phận thở máy cho đến khi các bộ phận đã được phẫu thuật cắt bỏ. Nếu bệnh nhân đã chỉ ra trong hướng dẫn chăm sóc sức khoẻ trước rằng họ không muốn nhận thông khí cơ học hoặc đã chỉ định một thủ tục không hồi sức và bệnh nhân cũng chỉ ra rằng họ muốn hiến nội tạng, một số cơ quan quan trọng như tim và phổi có thể không thể lấy được.